# Kit Malthouse
Kit Malthouse, właściwie:  Christopher Laurie Malthouse (ur. 27 października 1966 w Liverpoolu) – brytyjski polityk, członek Partii Konserwatywnej, poseł do Izby Gmin z okręgu North West Hampshire. W 2022 zajmował stanowisko kanclerza Księstwa Lancaster w drugim gabinecie Borisa Johnsona i ministra edukacji w gabinecie Liz Truss.

## Życiorys
Ukończył Sudley County Primary School i Liverpool College, a następnie studiował politykę i ekonomię na Uniwersytecie w Newcastle. Pracował jako księgowy, kieruje też założoną przez siebie firmą w branży finansowej.
W 1997 roku bez powodzenia kandydował na posła do Izby Gmin z okręgu Liverpool Wavertree.
W 2008 roku został wybrany na radnego Londynu a wkrótce potem objął stanowisko zastępcy burmistrza ds. policji.
W 2015 został wybrany posłem do Izby Gmin z okręgu North West Hampshire, uzyskał reelekcję w 2017, 2019 i 2024 roku. W latach 2020–2022 zajmował wyższe stanowiska urzędnicze w Home Office i ministerstwie sprawiedliwości, odpowiadając m.in. za przeciwdziałanie przestępczości oraz straże pożarne. 7 lipca 2022 objął funkcję kanclerza Księstwa Lancaster, którą sprawował do 6 września tego samego roku. W gabinecie Liz Truss był ministrem edukacji.